# Dominique Barjot
 (janvier 2025).
Si vous disposez d'ouvrages ou d'articles de référence ou si vous connaissez des sites web de qualité traitant du thème abordé ici, merci de compléter l'article en donnant les références utiles à sa vérifiabilité et en les liant à la section « Notes et références ».
Dominique Barjot, né le 31 août 1950 à Belleville (Rhône) est un historien économiste français. Il est spécialiste de l’histoire économique et d’histoire des entreprises du XIXe au XXIe siècle. Professeur émérite à Sorbonne Université et vice-président de section sciences politiques et administratives de l’Académie des sciences d'outre-mer, il a exercé aussi, au cours de sa carrière, d’importantes fonctions administratives et syndicales. Sa thèse de doctorat d’État, soutenue en 1989 à l’université Paris-Sorbonne, porte sur l’histoire de la construction et du business history. Il est président du Comité français des sciences historiques depuis 2017.

## Biographie
Né le 31 août 1950 à Belleville (Rhône). Il obtient son agrégation en 1977. Il entre au CNRS, où il est successivement attaché puis chargé de recherche. Il est élu, de 1990 à 1994, puis de 1998 à 2002, au Comité national de la recherche scientifique. Ayant soutenu en 1989 une thèse de doctorat d’État intitulée La Grande entreprise français de travaux publics 1883-1974, il est élu à l’université de Caen, dès 1990, en tant que professeur d’histoire économique contemporaine. Il y occupe, jusqu’en 1997, la chaire occupée avant lui par Maurice Lévy-Leboyer et Gabriel Désert.
En 1994, il est appelé aux fonctions de directeur scientifique adjoint des sciences humaines et sociales du CNRS, fonctions qu’il occupe trois ans durant, jusqu’en 1997. 
En 1997, à son retour du CNRS, il est élu professeur d’histoire économique à l’université Paris-Sorbonne (Paris IV). Il y succède à François Caron. Chargé d’enseignement à l’École nationale des chartes de 1987 à 2012, il y assure notamment un cours intitulé Structures et archives d’entreprises. Il y crée, avec Jean-Pierre Bardet, l’UMR 8596 (Centre Roland-Mousnier (en) et y dirige l’École doctorale d’histoire contemporaine, de 2000 à 2002, puis d’histoire moderne et contemporaine, de 2003 à 2010.
En 2002, il est appelé aux fonctions de directeur scientifique, chargé de la DS6-Sciences humaines et humanités de la Mission scientifique et technique du ministère de l’Enseignement supérieur et de la Recherche, poste qu’il occupe jusqu’en 2007.
À son retour à l’université, il occupe en 2008-2009 les fonctions de directeur de cabinet chargé des moyens de l’université auprès du président de l'époque. En 2009, il est élu secrétaire général du Syndicat national autonome des lettres et des sciences humaines (SNALSH ou « Sup Autonome Lettres et Sciences humaines », alors affilié à la Confédération syndicale de l'Éducation nationale). Il demeure en fonctions jusqu'en janvier 2019. Ses activités scientifiques, puis syndicales lui valent d’être nommé, de 2007 à 2012, puis élu, par deux fois, de 2012 à 2018 et en tant que tête de liste, au Conseil national des universités.
Il est vice-président, de 1995 à 1998, puis président, de 1998 à 2001, de l’Association française des historiens économistes. Il est membre depuis 2014 de la section 2 (sciences politiques et administratives) de l’Académie des sciences d'outre-mer et membre de son bureau. Il est élu Secrétaire perpétuel de cette Académie en 2023.

## Activités et responsabilités
Dominique Barjot a beaucoup œuvré à l’international au cours de sa carrière.
Il a effectué des séjours prolongés (en 1993, 2001, 2002, 2004, 2015 et 2017) au Japon. En Corée du Sud, où il s’est rendu très régulièrement depuis 1998, il a été invité par les universités de Séoul et Sungkyungwan, en plusieurs occasions, et Yonsei, à Séoul également. C’est toutefois en République populaire de Chine qu’il a eu, à partir de 2010, l’activité la plus considérable. Professeur invité au département d'économie de l'université Renmin de Chine à Pékin en 2018, 2019 et 2020.
Membre un temps des conseils scientifique de la BNF, de 2001 à 2005, et du Plan construction, urbanisme, aménagement de 2005 à 2012.

## Distinctions
- Chevalier de l'ordre national du Mérite (1997) (ministère de la Culture)
- Officier de l'ordre des Palmes académiques (ministère de l’Enseignement supérieur et de la Recherche).

## Publications

### Ouvrages
- La grande entreprise française de travaux publics (1883-1974). Contraintes et stratégies, Doctorat d’État, Université Paris-Sorbonne (Paris IV), 1989, 4271 p., 7 vol.
- L’Énergie, coll. L’Annuaire statistique de l’économie française XIXe – XXe siècles, Paris, PENS, 1991, 416 p.
- Fougerolle. Deux siècles de savoir-faire, Paris, Éditions du Lys, 1992, 288 p.
- Travaux publics de France. Un siècle d’entrepreneurs et d’entreprises, Paris, Presses de l’École des Ponts et Chaussées, 1993, 288 p.
- L’Économie française au XIXe siècle, Paris, Nathan, 1995, 352 p.
- La trace des bâtisseurs : histoire du Groupe Vinci, Paris, Vinci, 2003, 623 p.
- Avec Jean-Pierre Chaline et André Encrevé, Storia della Francia nell’Ottocento, Bologne, Il Mulino, 2003, 520 p.
- La Grande entreprise française de travaux publics (1883-1974), Paris, Economica, 2006, 944 p.
- Bouygues. Les ressorts d’un destin entrepreneurial, Paris, Economica, 2013, 384 p.
- Avec Jean-Pierre Chaline et André Encrevé, La France au XIXe siècle 1814-1914, Paris, PUF, 1995, 1997, 1998, 2002, 2014, 2005, 2006, 2011, 688 p.

### Direction d’ouvrages collectifs
(sélection)
- « Les Entrepreneurs de Normandie du Maine et de l’Anjou à l’époque du Second Empire », Annales de Normandie, no 2-3, mai-juillet 1988, 262 p.
- Les Patrons du Second Empire : 1- Normandie-Maine-Anjou, Paris-Le Mans, Picard-Cénomane, 1991, 256 p.
- Avec Henry Rousso, « Stratégies industrielles sous l’Occupation », Histoire, économie et société (HES), no 3, 1992, 187 p.
- International Cartels Revisited-Vues nouvelles sur les cartels internationaux 1880-1980, Caen, Éditions du Lys, 1994, 384 p.
- Avec Monique Trédé, Réseaux électriques et installateurs des origines à nos jours, Paris, PUF, 1995, 410 p.
- « Entrepreneurs et entreprises de BTP », Histoire, économie et société (HES), no 2, 1995, 269 p.
- Avec Laurence Badel et Henri Morsel, La nationalisation de l’électricité en France. Nécessité technique ou logique politique ?, Paris, PUF, 1996, 595 p.
- Avec Rémi Baudouï et Danièle Voldman, Les Reconstructions en Europe (1945-1949), Bruxelles, Éditions Complexe, 1997, 342 p.
- Industrialisation et sociétés en Europe occidentale du début des années 1880 à la fin des années 1960. France, Allemagne-RFA, Royaume-Uni et Benelux, Paris, CNED-SEDES, 1997, 446 p.
- Avec Éric Bussière, « Industrialisation et société en Europe occidentale (1880-1970 », Histoire, économie et société (HES), no 1, 1998, 222 p.
- Avec Michèle Merger, Les entreprises et leurs réseaux : hommes, capitaux, techniques et pouvoirs XIXe – XXe siècles. Mélanges en l’honneur de François Caron, Paris, PUPS (Presses de l’Université Paris-Sorbonne), 1998, 846 p.
- « La reconstruction économique de l’Europe 1945-1953 », Histoire, économie et société (HES), no 2, 1999, 234 p.
- Avec Isabelle Lescent-Giles, « L’Autofinancement », Entreprise et Histoire, no 22, octobre 1999, 216 p.
- « L’Histoire des entreprises aujourd’hui », Histoire, économie et société (HES), no 4, 2001, 173 p.
- Avec Sophie Cœuré et Henri Morsel, Stratégies, gestion, management. Les compagnies électriques et leurs patrons 1895-1945, Paris, AHEF-PUF, 2001, 440 p.
- (en) Catching up with America. Productivity missions and the diffusion of American Economic and Technological Influence after the Second World War, Paris, Presses de l’Université de Paris-Sorbonne, 2002, 478 p.
- Avec Isabelle Lescent-Giles et Marc de Ferrière le Vayer, L’Américanisation en Europe au XXe siècle : Économie, Culture, Politique, 2 vol., Lille, Centre de Recherche sur l’Histoire de l’Europe du Nord-Ouest, Université Charles-de-Gaulle-Lille 3, 2002, 350 p.
- Avec Réveillard, L’américanisation de l’Europe occidentale au XXe siècle. Mythe et réalité, Paris, PUPS, 2002, 274 p.
- Avec Olivier Faron, Migrations, cycle de vie familial et marché du travail, Paris, Cahiers des Annales de démographie historique, 2002, 404 p.
- « La Concession, outil de développement », Entreprises et histoire, no 31, 2002.
- Avec Daniel Lefeuvre, Arnaud Berthonnet et Sophie Cœuré, L’électrification outre-mer de la fin du XIXe siècle aux premières décolonisations, Paris, Publications de la Société française d’histoire d’Outre-mer, EDF, 2002, 664 p.
- Avec Éric Anceau, Isabelle Lescent et Bruno Marnot, Les entrepreneurs du Second Empire, Paris, Presses de l’Université de Paris-Sorbonne, 2003, 226 p.
- “Globalization-La Mondialisation”, Entreprises et Histoire, no 32, 2003, 192 p.
- Les sociétés, la guerre, la paix : 1911-1946, Paris, SEDES, Regards sur l’histoire, 2003, 298 p.
- Avec Marie-Françoise Berneron-Couvenhes, « Concession et optimisation des investissements publics », Entreprises et Histoire, juin 2005, no 38, 168 p.
- Les sociétés rurales face à la modernisation, Paris, SEDES, 2005, 304 p.
- « Où va l’histoire des entreprises ? », Revue économique, vol. 58, no 1, janvier 2007, 294 p.
- Penser et construire l’Europe (1919-1992), Paris, Éditions SEDES, 2007, 366 p.
- Avec Jacques Dureuil, 150 ans de génie civil : une histoire de centraliens, Paris, PUPS, 2008, 270 p.
- Avec Charles-François Mathis, Le monde britannique (1815-1931), Paris, SEDES-CNED, 2009, 363 p.
- Avec Éric Anceau et Nicolas Stoskopf, Morny et l’invention de Deauville, Paris, Armand Colin, 2010, 461 p.
- Avec Jacques Frémeaux, Les sociétés coloniales à l’âge des empires des années 1850 aux années 1950, Paris, SEDES, 2012, 400 p.
- Deux guerres totales (1914-1918 ; 1939-1945). La mobilisation de la Nation, Paris, Economica, 2012, 496 p.
- « Les entreprises françaises d’ingénierie face à la compétition internationale », Entreprises et Histoire, juin 2013, no 71, 176 p.
- (en) Avec Harm G. Schroeter, “Economic Cooperation Reconsidered”, Revue économique, vol., 6, novembre 2013, 222 p.
- (en) “The Construction Industry in the 20th Century: an International Interfirm Comparison”, Revue française d’histoire économique – The French Economic History Review, no 1, septembre 2014, 178 p.
- Avec H. G. Schroeter, « La circulation de l’information et des connaissances », Entreprises et histoire, juin 2014, no 75, 146 p.
- « Cartels et régulation des crises », Entreprises et Histoire, septembre 2014, no 75, 152 p.
- Avec Marco Bertilorenzi, Aluminium. Du métal de luxe au métal de masse (XIXe- XXIe siècle) – From precious metal to mass commodity (19th-21st century), Paris, PUPS, 2014, 422 p.
- (en) “Globalization, national patterns of development and strategies of firms (19th-21st centuries) – Mondialisation, modèles nationaux de développement et stratégies d’entreprises (XIXe – XXIe siècles)”, Revue française d’histoire économique – The French Economic History Review, no 1, mai 2015, 236 p.
- Avec Michel Figeac (dir.), Citoyenneté, république et démocratie en France de 1789 à 1889, Paris, Armand Colin, 2015, 232 p.
- Avec Patrick Fridenson, France-Japon, regards croisés. France and Japan, a cross-analysis. Mélanges en l’honneur de Terushi Hara. In Memoriam Terushi Hara, Paris, PUPS, 2015, 320 p.
- (de) Avec Harm G. Schröter, « Informationsfluss in Organisationen. Theorien zum Informationstransfer und historische Praxis », Jahrbuch für Wirtschaftsgeschichte, 2015; 56 (1).
- “Local development and global strategies of two multinationals of two multinationals of the industry of the aluminium in the 20th century : Alcan and Pechiney” - « Développement local et stratégie globale de deux multinationales de l’aluminium au XXe siècle : Alcan et Pechiney », Revue Française d’histoire économique – The French Economic History Review, no 4-5 (no 2, novembre 2015, no 1, janvier 2016), 308 p.
- Avec Thi Hoai Trang Phan, Économie et Développement durable : Héritages historiques et défis actuels au sein du monde francophone, Paris, Publications de la Société française d’histoire d’Outre-Mer (SFHOM), 2016, 298 p.
- Avec Marie-Claude Esposito (et Lu Yimin (dir.), Mondialisation, modèles nationaux de développement et stratégies d’entreprises XIXe – XXIe siècles. Globalization, national patterns of development and strategies of firms (19th-21st centuries), Paris, SPM, 2016, 288 p.
- Avec Jean-François Klein, De l’Indochine coloniale au Việt Nam actuel, Paris, Académie des Sciences d’Outre-Mer, Éditions Magellan, 2017, 816 p.
- (en) “Economic development, financing and business strategies (19th-21st century)”. « Développement économique, financement et stratégies d’entreprises XIXe – XXIe siècle) », Revue Française d’histoire économique – The French Economic History Review, no 9-10 (no 1 et no 2, janvier et septembre 2018), 304 p.
- « Entreprises et entrepreneurs d’Asie », Entreprises et Histoire, no 90, avril 2018, 184 p.
- Avec Denis Vialou, La Nouvelle-Orléans 1718-2018. Regards sur trois siècles d’histoire partagée. Deuxièmes entretiens d’Outre-Mer, Paris, Académie des Sciences d’Outre-Mer – Maisonneuve et Larose Nouvelles Éditions  - Hémisphères Éditions, 568 p.
- (en) “Theory and Empirical Performance. Economic Paradigm and Performance in the Long Run (18th to 21st century)”, Revue Française d’histoire économique – The French Economic History Review, no 11-12 (no 1-, 2019), 354 p.

### Principaux articles scientifiques
(sélection)
- « L’analyse comptable : un instrument pour l’histoire des entreprises. La Société Générale d’Entreprises », Histoire, économie et société (HES), 1982, no 1, p. 145-168.
- « L’innovation moteur de la croissance : le procédé Colas », Histoire, économie et sociétés (HES), 1983, no 1, p. 41-61.
- « Un grand ingénieur entrepreneur du XIXe siècle : Hildevert Hersent (1827-1903) », L’Information historique, 1985, no 5, p. 177-180.
- « L’Innovation dans les travaux publics : une réponse des firmes au défi de la demande publique », Histoire, économie et société (HES), 1987, no 2, p. 403-414.
- « Les entrepreneurs de Normandie, du Maine et de l’Anjou à l’époque du Second Empire : bilan d’une enquête », Annales de Normandie, no 2-3, mai-juillet 1988, p. 215-259.
- (en) “From Tournon to Tancarville. The contribution of French civil engineering to suspension bridge construction, 1824-1959”, History and Technology, 1988, vol. 6, p. 177-201.
- « Innovation et travaux publics en France (1840-1939) », Histoire, économie et société (HES), no 3, 1989, p. 403-414.
- « La grande entreprise française de travaux publics (1883-1974) : contraintes et stratégies », XXe siècle, no 1, janvier-mars 1991, p. 47-55.
- « L’industrie française des travaux publics », Histoire, économie et société (HES), no 3, 1992, p. 415-436.
- « L’ascension d’un entrepreneur : Francis Bouygues (1952-1989) », XXe siècle, no 35, juillet-septembre 1992, p. 42-59.
- « Marché et concurrence internationale. Les grandes entreprises européennes de travaux publics (1880-1914) », Monuments historiques, no 180, 1992, p. 43-48.
- « Apprentissage et transmission du savoir-faire ouvrier dans le BTP aux XIXe et XXe siècles », Revue d’Histoire moderne et contemporaine, 40-3, juillet-septembre 1993, p. 480-489.
- « Les entrepreneurs et la politique : l’exemple du bâtiment et des travaux publics 1882-1974 », Politix, 23, 3e trimestre 1993, p. 5-24.
- (it) « Imprenditori e autorità imprenditoriale : il caso dei lavori pubblici in Francia (1883-1974) », Annali di Storia dell'impresa, 9, 1993, p. 261-286.
- « Les entrepreneurs français de travaux publics et l’équipement du Portugal : une contribution multiforme (milieu du XIXe siècle-milieu des années 1970 », LER-Historia, 1994, 26, p. 93-116.
- « L’économie française aux XIXe et XXe siècles : les avancées récentes de l’historiographie », Socio-Economic History (Shakai -Keizai-Shigaku), vol. 60, no 4, octobre-novembre 1994, p. 56-90 (en japonais).
- « Les grandes entreprises européenne de travaux publics face au marché international (1880-1914) », Histoire, économie et société (HES), no 2, 1995, p. 361-383.
- « Entrepreneurs et autorité patronale : le cas de l’entreprise française des travaux publics », Le Mouvement social, no 175, 1996, p. 31-54.
- Avec Bernard Frank, Olivier Gaussens, Sylvie Lecostey, « Structures, comportements et performances dans l’industrie charbonnière en France : le cas du Nord-Pas-de-Calais (XIXe-début du XXe siècle) », Économies et Sociétés. Cahiers de l’ISMÉA, tome XXX, no 4-5, avril-mai 1996, p. 53-77.
- « Un nouveau champ pionnier pour la recherche historique : les cartels internationaux (1880-1970) », Revue d’Allemagne, tome 30, no 1, janvier-mars 1998, p. 31-54.
- « Les firmes et leur financement : le cas de quatre grandes entreprises de travaux publics entre les deux guerres », Entreprise et Histoire, no 22, octobre 1999, p. 104-121.
- « Mobilisation des entreprises de BTP et reconstruction des infrastructures : une première approche », Histoire, économie et société (HES), no 2, 1999, p. 349-370.
- (en) “Americanization as cultural transfers in the economic sphere”, Entreprises et histoire, no 32, 2003, p. 41-58.
- « Nationalisations et dénationalisations : une mise en Perspectives historiques », Entreprises et Histoire, no 37, 2004, p. 9-23.
- « Lafarge : l’ascension d’une multinationale à la française (1833-2005) », Relations internationales, no 124, hiver 2005, p. 51-67.
- « Napoléon III et la modernisation de la France : la prospérité impériale (1852-1869) », Études danubiennes, tome XXII, no 1-2, année 2006, p. 47-65.
- « Lafarge (1993-2004). Comment on devient firme mondiale », Revue économique, vol. 58, no 1, janvier 2007, p. 79-111.
- (en) “The Americanization of the European Cement Industry: Lafarge in Comparative Perspective, from Fashion to a Structural Change”, (Ed.) William J. Haussman, Business and Economic History On-Line, Papers Presented at the BHC Annual Meeting, vol. 7: The 209 Annual Meeting, 2009, ISSN 1941-7349.
- (en) “Skanska (1887-2007): The rise of a Swedish Multinational Company [Skanska (1887-2007) : l’essor d’une multinationale suédoise]”, Revue d'histoire nordique, Nordic Historical Review, no 8, 2009, p. 225-256.
- (de) “Die politische Säuberung der französischen Wirtschaftselite nach dem Zweiten Weltkrieg”, Jahrbuch für Wirtschaftsgeschichte, Economic History Yearbook, Akademie Verlag, Berlin, Germany, 2010/2, p. 131-145.
- Avec (Rang-Ri Park, « SPIE : de l’entreprise multidivisionnaire à l’ingénierie de haute technologie », Entreprises et histoire, no 58, avril 2010, p. 101-128.
- (en) “Public utilities and private initiative: The French concession model in historical perspective”, Business History, vol. 53, no 5, August 2011, p. 782-800.
- « Histoire économique et historiographie française : crise ou renouveau ? », Histoire, économie et société (HES), juin 2012, p. 5-28.
- « Les cartels, une voie vers l’intégration européenne ? Le rôle de Louis Loucheur », Revue économique, vol., 6, novembre 2013, p. 1043-1066.
- (en) “Why was the world construction industry dominated by European leaders?”, Construction History. International Journal of the Construction History Society, vol.28, no 3, 2013, p. 89-114.
- « Aux origines d’une vocation mondiale : la précontrainte de la STUP à Freyssinet International (1943-2000) », Entreprises et Histoire, juin 2013, no 71, p. 83-99.
- « Reconstruire la France après la Seconde Guerre mondiale : les débuts d’Electricité de France (1946-1953) », Entreprises et Histoire, avril 2013, no 70, p. 54-75.
- (en) “Holcim: from the Family Business to the Global Leadership: an International Interfirm Comparison”, Revue française d’histoire économique – The French Economic History Review, no 1, septembre 2014, p. 56-85.
- (en) Avec Harm G. Schroeter, “The Flow of Information in Organizations. Organizational Theories as Tools for Business History ”, Entreprises et Histoire, juin 2014, no 75, p. 6-23.
- (en) « Alcan 1971-1989: performances, strategies, structures, résultats préliminaires », Revue française d’histoire économique – The French Economic History Review, no 4-5 (no 2, novembre 2015, no 1, janvier 2016), p. 46-65.
- « Pechiney 1981-1995 : l’expérience de la nationalisation. Réalités et limites d’un redressement », Revue française d’histoire économique – The French Economic History Review, no 4-5 (no 2, novembre 2015, no 1, janvier 2016), p. 108-130.
- « Existe-t-il un modèle français de la grande entreprise ? », Revue française d’histoire économique  – The French Economic History Review, no 6 (no 2, novembre 2016, p. 90-113.
- Avec Pierre Lanthier, « Développement local et stratégie globale : Alcan et Pechiney », Entreprises et Histoire, no 89, décembre 2017, p. 21-38.
- Avec Rang-Ri Park, « L’industrie des constructions navales : un secteur stratégique pour le take-off économique de la Corée du Sud (1945-environs de 2000 », Entreprises et Histoire, no 90, avril 2018, p. 51-75.
- « Les entreprises de travaux publics et l’aménagement en infrastructures de Madagascar (début du XXe siècle-1972 », Tsingy, no 21, 1er semestre 2018, p. 57-78.
- Avec Rang-Ri Park, « Samsung. Le modèle de croissance entre exemplarité et originalité (1938-2007) », Revue Française d’histoire économique – The French Economic History Review, no 9-10 (no 1 et no 2, janvier et septembre 2018), p. 78-111.